# 豐滕湖
47°29′37″N 12°56′21″E / 47.49361°N 12.93917°E

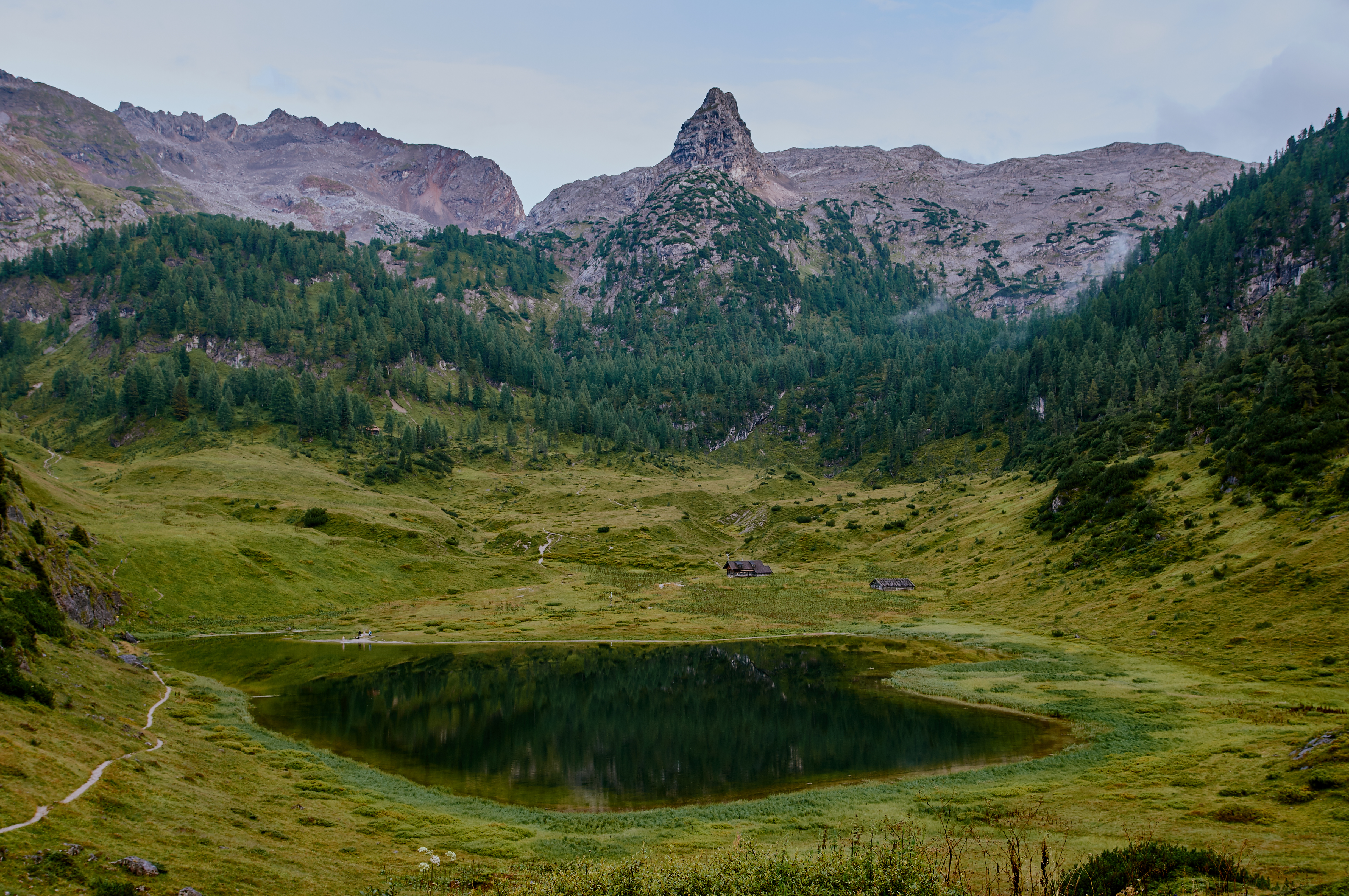

豐滕湖（德語：Funtensee），是德國的湖泊，位於該國東南部，由巴伐利亞負責管轄，處於貝希特斯加登，長0.2公里、寬0.2公里，面積0.04平方公里，海拔高度1,601米，平均水深3米，最大水深5米，水體容量10萬立方米。